# Oriol-en-Royans
Oriol-en-Royans település Franciaországban, Drôme megyében. Lakosainak száma 513 fő (2022. január 1.). Oriol-en-Royans Beauregard-Baret, Bouvante, Léoncel, Saint-Jean-en-Royans és Saint-Martin-le-Colonel községekkel határos.

## Népesség
A település népességének változása:
| Lakosok száma | 385  | 329  | 349  | 496  | 541  | 538  | 532  | 523  | 523  | 513  |
|               | 1968 | 1982 | 1990 | 2006 | 2013 | 2015 | 2017 | 2019 | 2020 | 2022 |